# 6-os busz (Sopron)
A soproni 6-os jelzésű autóbusz Jereván lakótelep és Tómalom fürdő végállomások között közlekedett.

## Sopronkőhidaés Tómalom autóbuszjáratai
Az 1999/2000-es menetrend idején a 6-os busz még nem közlekedett, szerepét akkor a Jereván lakótelep – Tómalom fürdő – Sopronkőhida útvonalon közlekedő 13F járat töltötte be (a mostani 13B járattal megegyező útvonalon közlekedett), ami ezután még a 2000/2001-es menetrend idején is járt az akkor indított 6-os busz mellett.
 Tómalom fürdőt még a 13B jelzésű autóbusz érinti, amely Sopronkőhidáról indul, és a 6-os járattal azonos útvonalon a Jereván lakótelepre megy. 2022. december 11-től napközben néhány 33-as busz is Tómalom fürdő érintésével közlekedik. Ezt a vonalat a 7205 Sopron–Fertőrákos–Fertő tó viszonylatú helyközi autóbuszok szolgálják ki, amelyek a soproni autóbusz-állomás és Sopronkőhida, Pesti Barnabás utca között helyi utazásra is igénybe vehetők.
 Sopronkőhidára közlekednek még a 13-as és 13B jelzésű buszok. A 13-as busz a Jereván lakótelepről indul, és a 6-ossal azonos útvonalon halad, Tómalom fürdő érintése nélkül.
  Korábban a Lackner Kristóf utca, autóbusz-állomás és Sopronkőhida, fegyház között közlekedett a 13M jelzésű busz, amely más útvonalon, a Bécsi út/84. sz. főúton át érte el a Pozsonyi utat, majd innen olvadt bele alapjáratának vonalába. Ez a járat csak Sopronkőhida felé járt munkanapokon naponta egyszer.
 2015. december 12-ig a sopronkőhidai és tómalmi járatok az autóbusz-állomás/Jereván lakótelep felé  a Várkerületen át közlekedtek, azonban az új várkerületi ütemes menetrend kialakítása miatt a buszok útvonalát az Ógabona tér felé módosították.
 2022. október 22-től Sopron város önkormányzatának döntése alapján, az energiaválság következtében jelentős menetrendi változások és járatritkítások léptek érvénybe. A módosítások értelmében a 13-as busz a továbbiakban csak Sopronkőhida felé, a 13B járat pedig csak a Jereván lakótelep felé közlekedik naponta 1-1 alkalommal.
 A 6-os busz október első vasárnapját követő hétfő és április 30. között nem közlekedett.
 2024. június 22-től a 6-os járat a továbbiakban nem közlekedik, a vonalat a 33-as busz szolgálja ki, amely betér Tómalom fürdőre is.

## Útvonal
| Jereván lakótelep → Tómalom fürdő |
| --- |
| Jereván lakótelep végállomás – Juharfa út – Teleki Pál út – Lackner Kristóf utca – Ógabona tér – Petőfi tér – Széchenyi tér – Móricz Zsigmond utca – Magyar utca – Kőfaragó tér – Fapiac utca – Híd utca – Pozsonyi út – Pesti Barnabás utca – Tómalom sor – Tómalom fürdő végállomás |

| Tómalom fürdő → Jereván lakótelep |
| --- |
| Tómalom fürdő végállomás – Tómalom sor – Pesti Barnabás utca – Pozsonyi út – Híd utca – Fapiac utca – Kőfaragó tér – Magyar utca – Ötvös utca – Várkerület – Széchenyi tér – Petőfi tér – Ógabona tér – Lackner Kristóf utca – Teleki Pál út – Juharfa út – Jereván lakótelep végállomás |

## Megállóhelyek
| Távolság (km) | Idő (perc) | Megállóhely neve / korábbi neve(i)                       | Idő (perc) | Távolság (km) | Átszállási lehetőségek a 2024.06.21-ig érvényes menetrend szerint | Fontosabb nevezetességek, helyek, áruházak és intézmények a közelben |
| ------------- | ---------- | -------------------------------------------------------- | ---------- | ------------- | --- | --- |
| 0             | 0          | Jereván lakótelep                                        | 21         | 8,4           | 1, 2, 5, 5A, 5Y, 7, 7B, 7T, 10, 10B, 11, 11B, 11Y, 12, 13, 17, 27, 27A, 27B, 27T                                                                                          | Helyi buszvégállomás |
| 0,3           | 1          | Juharfa út 16.                                           | 20         | 8,2           | 1, 2, 5Y, 7, 7B, 7T, 11Y, 12, 13, 13B, 17, 27, 27B, 27T | |
| 0,7           | 2          | Teleki Pál út 2.                                         | 19         | 7,8           | 1, 2, 3Y, 5, 5A, 5B, 5Y, 7, 7A, 7B, 7T, 10, 10B, 11Y, 12, 13, 13B, 17, 27, 27A, 27B, 27T                                                                                  | McDonald’s étterem Sopron Pláza Káposztás utcai Stadion Ibolya-tó |
| 1,5           | 4          | Lackner Kristóf utca, autóbusz-állomás                   | 18         | 7,2           | 1, 2, 3, 3Y, 4, 5, 5A, 5B, 5T, 5Y, 7, 7A, 7B, 7E, 7T, 8, 10, 10B, 11Y, 12, 13, 13B, 14, 14B, 17, 21, 27, 27A, 27B, 27E, 27T, 32, 33 Helyközi és távolsági autóbuszjáratok | Soproni autóbusz-állomás Soproni Rendőrkapitányság Káposztás utcai Stadion INTERSPAR áruház Vásárcsarnok                                                                                        |
| 1,8           | 5          | Ógabona tér, Újteleki utca Ógabona tér 14.               | 16         | 6,7           | 1, 2, 3Y, 4, 5, 5A, 5B, 5T, 7, 7A, 7B, 7E, 7T, 10, 10B, 11Y, 12, 13, 14, 14B, 27E, 32, 33                                                                                 | Tűztorony Városháza Mária-szobor Szentháromság-szobor Posta Szent György-templom Scarbantia Régészeti Park                                                                                      |
| –             | –          | Várkerület, Ötvös utca Várkerület 87. (Ötvös utca)       | 14         | 6,0           | 1, 2, 3Y, 4, 5, 5A, 5B, 5T, 7, 7A, 7B, 7E, 7T, 10, 10B, 11, 11A, 11B, 11Y, 12, 13B, 14, 14B, 27, 27A, 27B, 27T, 27Y, 32, 33                                               | Liszt Ferenc Konferencia- és Kulturális Központ Soproni Petőfi Színház Posta Soproni Szent Júdás Tádé-templom SOE Lámfalussy Sándor Közgazdaságtudományi Kar Európa leghosszabb tere – Deák tér |
| 2,6           | 8          | Móricz Zsigmond utca                                     | –          | –             | 13, 14, 14B, 27E, 33 | |
| 3,0           | 10         | Fapiac Fapiac 11.                                        | 12         | 5,3           | 5B, 5Y, 7, 7A, 7B, 7E, 7T, 11A, 11Y, 13, 13B, 14, 14B, 27, 27A, 27B, 27E, 27T, 27Y, 33                                                                                    | Szent István park Soproni Szent István Plébánia |
| 3,4           | 11         | Híd utca, Balfi út Híd utca 17.                          | 11         | 4,9           | 5B, 5Y, 7, 7A, 7B, 7E, 7T, 13, 13B, 14, 14B, 27, 27A, 27B, 27E, 27T, 27Y, 33                                                                                              | Soproni Szent Kereszt kápolna |
| 3,9           | 12         | Híd utca, Rákosi út Híd utca 58.                         | 10         | 4,4           | 5Y, 7, 7A, 7B, 7E, 7T, 13, 13B, 27, 27A, 27B, 27E, 27T, 27Y, 33 | Szent Mihály temető Szent Mihály-templom |
| 4,2           | 13         | Pozsonyi út, Szent Mihály temető                         | 9          | 4,0           | 13, 13B, 33 | Szent Mihály temető Szent Mihály-templom |
| 4,9           | 15         | Pozsonyi út, autószalon Pozsonyi út 57. (autókereskedés) | 7          | 3,4           | 13, 13B, 33 | Növényi Sportakadémia SE Sopron |
| 5,5           | 16         | Pozsonyi út, Sand dűlő                                   | 6          | 2,8           | 13, 13B, 33 | STKH Zöldudvar Sopron (hulladéklerakó) |
| 6,3           | 18         | Pozsonyi út, régi vízműtelep Pozsonyi út, vízműtelep     | 4          | 2,0           | 13, 13B, 33 | |
| 7,3           | 20         | Jánostelep, bejárati út Jánostelepi elágazás             | 2          | 0,9           | 13, 13B, 33 | |
| –             | –          | Tómalmi elágazás Tómalmi elágazás, Csemetekert           | 1          | 0,5           | 13, 13B, 33 | |
| 7,8           | 21         | Tómalmi csemetekert Tómalmi elágazás, Csemetekert        | –          | –             | 13, 13B, 33 | |
| 8,2           | 22         | Tómalom fürdő Tómalomfürdő, autóbuszforduló              | 0          | 0             | 13B, 33 | Tómalom fürdő |